# Evento (computação)
Em computação, um evento é o resultado de uma ação. A ocorrência de um evento pode provocar uma reação, que seria uma ação (ou conjunto de ações) a ser tomada.

## Exemplos

### Eventos de mouse (ou rato)
Pressionando um botão de um dispositivo apontador, como um mouse (ou rato), determina a ocorrência de um evento "mouse click". O programador pode codificar instruções para que o programa responda a este evento. Tipicamente, eventos do mouse (rato) incluem movimentos do mesmo e pressionamento/liberação do respetivo botão.

### Eventos de teclado
Quando um usuário pressiona uma tecla em um teclado, o programa em execução recebe um evento "KeyDown" (pressionamento de tecla) acompanhado de dados relevantes, como a identificação da tecla pressionada.